# Vladimir Vasiljevič Soroka
Vladimir Vasiljevič Soroka (rusky Владимир Васильевич Сорока; 30. června 1940 Šack Rjazaňská oblast – 6. února 1998 Soči) byl ruský fyzik a první prezident Novgorodské státní univerzity.

## Život
V roce 1963 absolvoval na fyzikální fakultě Leningradské státní univerzity. V letech 1965 až 1982 pracoval v Leningradském institutu letecké techniky. Titul doktora fyziky a matematiky získal v roce 1981. V období 1982 až 1993 působil jako rektor Novgorodského polytechnického institutu a 1993 až 1998 byl prvním prezidentem Státní univerzity Jaroslava Moudrého v Novgorodu.
Zemřel na dovolené ve městě Soči na zástavu srdce a je pohřben na území Chutyňského monastyru v Novgorodské oblasti. 30. června 1998 byla na hlavní budově univerzity usazena pamětní deska na památku zakladatele a prvního prezidenta univerzity.

## Dílo
Je autorem více než dvou set vědeckých prací a dvaceti pěti vynálezů a patentů. Byl vědeckým ředitelem řady meziuniverzitních a regionálních vědeckých a technických programů.
- 1990 Základní zákony fyziky a přírodních věd
- 1995 Otázky klasické a kvantové mechaniky
- 1995 Organizace a základní koncepty rozvoje klasické univerzity
- 1998 Fyzika molekulárních procesů a základy termodynamiky